# Luis de Córdova y Córdova
Luis de Córdova y Córdova (1706-1796) – hiszpański admirał dowodzący flotą podczas amerykańskiej wojny o niepodległość. Wsławił się zdobyciem dwóch brytyjskich konwojów składających się z 79 okrętów w latach 1780-1782 w tym 55 jednostek konwoju składającego się z indiamanów. W 1782 roku podjął bój z Royal Navy pod Cape Spartel, jednak nie udało mu się przerwać oblężenia Gibraltaru.